# Fox News Channel
FOX News Channel, vaak aangeduid als FOX News, is een Amerikaans televisienetwerk, dat 24 uur per dag nieuwsprogramma's uitzendt. 's Nachts worden enkele eerder uitgezonden programma's herhaald. FOX News Channel is sinds 1996 in de Verenigde Staten zowel via de kabel alsook met de satelliet te ontvangen. Menig kabelbedrijf biedt de zender aan in zijn standaardpakket. Het kanaal is in handen van de Fox Corporation, waarvan Rupert Murdoch eigenaar is.
FOX News is in circa 85 miljoen Amerikaanse huishoudens te ontvangen en wordt dagelijks bekeken door gemiddeld 2 miljoen kijkers. Volgens het Amerikaanse onderzoeksbureau Nielsen Media Research werd FOX News in mei 2010 het meest bekeken Amerikaanse nieuwskanaal, vóór MSNBC en CNN, die respectievelijk de plaatsen twee en drie bezetten. Vanaf 2015 werd FOX News zelfs de meest bekeken kabelzender algemeen, met in 2019 gemiddeld 1,4 miljoen kijkers, 2,5 miljoen prime-time (8 tot 11 PM) met als absolute uitschieter gemiddeld 3,3 miljoen kijkers voor Hannity. Concurrenten MSNBC en CNN haalden In 2019 prime-time respectievelijk gemiddeld slechts 1,3 miljoen en 0,65 miljoen kijkers.
Fox News wordt gekarakteriseerd als een propagandakanaal. De berichtgeving omvat onder meer bevooroordeelde berichtgeving ten gunste van de Republikeinse Partij haar politici en conservatieve doelen, terwijl de Democratische Partij in een negatief daglicht wordt gesteld. Critici hebben betoogd dat de zender schadelijk is voor de integriteit van het nieuws in het algemeen. In 2009 ontkende Fox News vooringenomenheid in zijn nieuwsverslaggeving. Het officiële standpunt van de zender was dat de berichtgeving onafhankelijk van de opiniejournalistiek opereert. Media-analist Brian Stelter, die uitgebreid over het netwerk heeft geschreven, merkte in 2021 op dat het de afgelopen jaren zijn programmering had aangepast om de hele dag "minder nieuws in de ether en meer meningen over het nieuws" te presenteren, omdat de zender bezorgd was dat het kijkers verloor aan meer conservatieve concurrenten die dergelijke inhoud presenteerden.
Nadat Dominion Voting Systems een rechtszaak wegens smaad tegen Fox had aangespannen met betrekking tot hun verslaggeving over de Amerikaanse verkiezingen van 2020, werd de interne communicatie van Fox vrijgegeven. Hieruit bleek dat de presentatoren en senior executives privé twijfelden aan claims van gestolen verkiezingen, terwijl Fox dergelijke claims bleef uitzenden. Uit andere communicatie bleek dat Suzanne Scott, CEO van Fox, verklaarde dat het controleren van dergelijke beweringen Fox-kijkers zou vervreemden. Fox schikte de rechtszaak in 2023 door ermee in te stemmen Dominion $ 787,5 miljoen te betalen en de uitspraak van de rechtbank te erkennen dat Fox valse verklaringen over Dominion had uitgezonden.
Volgens het Pew Research Center vertrouwde in 2019 65 procent van de Republikeinen en mensen die richting de Republikeinen neigen op Fox News.

## Geschiedenis

### Oprichting
Rupert Murdoch stond als investeerder aan de wieg van de conservatieve nieuwszender FOX News. Hij nam het initiatief tot de start van het kanaal op omdat hij vond dat het huidige Amerikaanse medialandschap te links georiënteerd was. Hij had al ervaring met het opzetten van een nieuwszender, dankzij de lancering van Sky News in het Verenigd Koninkrijk.
Murdoch gaf de zender de slogan Fair and Balanced (Eerlijk en neutraal) mee, met daarnaast de subslogan We Report. You Decide. (Wij brengen het. U beslist.).
De "Gouden Greep" was dat Murdoch in februari 1996 contact op nam met de vurig conservatief gemotiveerde televisieman Roger Ailes, nadat deze ontslagen was bij America's Talking, vlak voordat het opging in MSNBC. Een team van medewerkers die erg nauw met Ailes hadden samengewerkt bij NBC volgden hem naar FOX News en zorgden daarmee voor een basis van medewerkers voor FOX. Al snel werd er naar ruimte gezocht in New York.
In de 7-delige serie The Loudest Voice uit 2019 werd de Roger Ailes-biografie verfilmd en kwam de geschiedenis van de zender goed in beeld.

### Lancering
Ten tijde van de lancering op 7 oktober 1996 konden slechts 10 miljoen Amerikaanse huishoudens de nieuwszender ontvangen. FOX News bereikte bijvoorbeeld niet de belangrijke kabelmarkten van New York en Los Angeles. Daarom nodigde FOX enkele belangrijke journalisten uit om een positief verslag te geven van de gang van zaken bij de zender, maar de journalisten zagen niet wat de FOX-directie hun had beloofd. Zij vonden de programmering en verslaggeving erg oppervlakkig en ongebalanceerd. Zo vonden ze dat in The O'Reilly Factor sommige gasten te hard werden aangepakt door Bill O'Reilly en sommige te mild, waarmee een bepaalde mening zou worden uitgedragen. Ook Talking Points Memo zou ongebalanceerde kritiek op de Democraten verspreiden.
Ondanks alle negatieve publiciteit bleef News Corporation geld stoppen in de nieuwszender. News Corporation zorgde er ook voor dat over de jaren heen FOX-stations geld ontvingen ter instandhouding van hun nieuwsafdelingen. Wat veel externe nieuwsjournalisten aankondigden — een snel einde, omdat ze (volgens hen) te subjectief waren — gebeurde uiteindelijk niet en FNC groeide al snel uit tot een van de grootste nieuwszenders van de Verenigde Staten.

### Verslaggeving
FOX News wist al snel een groot gedeelte van de conservatieve kijkers van gevestigde Amerikaanse nieuwsmedia voor zich te winnen, doordat zij, in tegenstelling tot de andere nieuwszenders, inspeelde op de vraag van deze kijkers.
Tijdens de Monica Lewinsky-affaire zond FOX News elke dag een één uur durend programma rond deze affaire uit. Volgens linkse groepen drong de zender diverse malen aan op het aftreden van de zittende president Bill Clinton.
Tijdens de presidentsverkiezingen van 2000 beschuldigde de FOX News-presentator Bill O'Reilly de Democratische presidentskandidaat Al Gore ervan dat hij een quasicollectieve overheid wilde op een socialistische basis. Dit zorgde voor onrust onder de voornamelijk conservatieve kijkers die doorgaans niks moeten hebben van het socialisme.
Bij de Amerikaanse presidentsverkiezingen van 2000 meldde FOX News als eerste dat George W. Bush de verkiezingen had gewonnen. Zo meldde de zender dat Bush de staat Florida had gewonnen met een nipte meerderheid. Opmerkelijk hierbij was dat John Prescott Ellis, een neef van winnaar George Bush, de beslissing hierover nam. Andere Amerikaanse nieuwskanalen, zoals MSNBC, CNN, ABC News en CBS News, riepen in navolging van FOX News Bush als winnaar uit. Het bleek echter nog weken te duren voor de definitieve uitslag van Florida werkelijk bekend was. De melding van FOX zou dus voorbarig zijn geweest.
Op 11 september 2001 werd FOX News (hoewel het niet het eerste nieuwsstation was dat het nieuws naar buiten bracht) even het best bekeken station ter wereld volgens Nielsen Media, alhoewel andere bronnen citeren dat CNN een even grote wereldwijde dekking had. In Nederland werd het nieuws over de aanslagen in de huiskamers via NOS Nieuws uitgezonden, waarbij de NOS onder andere FOX News, maar daarnaast ook CNN, ABC News en Sky News als bronnen gebruikte in hun uitzendingen. Tijdens de aanslagen en de dagen erna was FOX News, net als alle andere nieuwsstations, 24 uur per dag in de lucht om verslag te doen, iets wat de nieuwsstations een geschatte $10 miljoen aan misgelopen reclame-inkomsten heeft gekost.
Tijdens de invasie van Irak zond FOX News vaak live uit vanuit Irak. Onder de slogan Operation Iraqi Freedom versloeg de zender de oorlog, net als andere commerciële Amerikaanse nieuwsstations, alsof het een show was. FOX News wist echter door het patriottistisch verslaan van de oorlog nieuwe successen te boeken.
Bij de Amerikaanse presidentsverkiezingen van 2004 riep FOX News eveneens Bush als een van de eerste (gelijk met NBC News) tot de winnaar uit. Deze keer sprak het kanaal, eveneens als NBC News, weer voor zijn beurt, echter een halve dag later gooide John Kerry de handdoek in de ring nadat bekend was geworden dat Ohio voor Bush had gekozen.

### Fox News en #Metoo
Meerdere vrouwelijke werknemers van Fox News beschuldigden in 2016 kopstukken van Fox News van seksuele intimidatie. Fox News-baas Roger Ailes stapte op na beschuldigingen van de kant van Megyn Kelly en Gretchen Carlson. Met Carlson werd een schikking getroffen ter waarde van 20 miljoen dollar. O'Reilly stapte op nadat bekend werd dat hij in het verleden vijf schikkingen had getroffen met vrouwen, waarbij werd afgesproken dat zij geen uitlatingen zouden over zijn seksuele escapades. Presentator Geraldo Rivera bood actrice Bette Midler zijn excuses aan vanwege het plegen van ontuchtige handelingen met haar in de jaren zeventig.

### Lasterlijke berichtgeving over de Big Lie
Na de Amerikaanse presidentsverkiezingen van 2020 berichtte Fox News dat fabrikanten van stemmachines en -software de uitslag hadden vervalst. Daarmee ondersteunde het de beweringen van de verliezende kandidaat Donald Trump over De Grote Leugen. Ook al uitten Fox-journalisten intern twijfels over zijn claims, op het scherm maakten Sean Hannity, Maria Bartiromo, Jeanine Pirro en Lou Dobbs verklaringen die de samenzweringstheorie ondersteunden.
Daarop klaagden de fabrikanten Dominion Voting Systems en Smartmatic de zender aan wegens laster. Dominion eiste 1,6 miljard dollar schadevergoeding en bekwam een schikking waarin Fox 787,5 miljoen dollar toezegde. Deze schikking kaderde in een bedrijfsbeleid om aanklachten vóór het proces af te kopen.
Een week na de schikking vertrok Tucker Carlson per direct bij Fox News. Carlson speelde een prominente rol in het moedwillig verspreiden van leugens rond de Amerikaanse presidentsverkiezingen van 2020.
De vordering van Smartmatic ten belope van 2,7 miljard dollar was geen onderdeel van de schikking.

## Fox News in perspectief
Vanaf het moment van zijn oprichting heeft FOX News zichzelf gepresenteerd als een neutrale zender die een zo groot mogelijk publiek wil bereiken, maar in de praktijk wordt FOX gezien als een rechts-conservatieve, activistische zender. De zender is indirect in handen van Rupert Murdoch en die staat bekend als een zielsverwant van de Amerikaanse Republikeinse Partij. Uit onderzoek van UC Berkeley en de Universiteit van Stockholm blijkt dat de invoering van FOX News op de Amerikaanse kabel een significant effect heeft op het stemgedrag in gemeenschappen: zowel bij Senaatsverkiezingen als de presidentsverkiezingen van 2000 wist de zender de opkomst onder conservatieve stemmers te verhogen. Bij die laatste verkiezing was het effect groot genoeg om het verschil te maken.
Als FOX News in perspectief wordt geplaatst ten opzichte van andere zenders, dan wordt er vaak geconstateerd dat andere Amerikaanse zenders (waaronder CNN en MSNBC, maar ook ABC News) een sterkere links-Democratische houding tegenover nieuws hebben. Dit is ook de uitkomst van een onderzoek van UCLA en de Universiteit van Chicago, waarin het aanhalen van liberale en conservatieve denktanks door politici en journalisten tegen elkaar afgezet werden. De Democratische conventie van juli 2004 in Boston werd door CNN uitvoerig besproken, in tegenstelling tot de Republikeinse conventie die plaatsvond in augustus 2004. De kijkcijfers bij FOX News waren tijdens de Republikeinse conventie voor het eerst in de geschiedenis hoger dan bij de drie grootste televisienetwerken ABC, CBS en NBC.
In 2003 is een onderzoek gedaan waaruit werd geconcludeerd dat personen die FNC als primaire nieuwsbron gebruiken minder op de hoogte waren van de juiste feiten dan kijkers van andere kanalen. Zo meende 33% van de personen die FNC als primaire nieuwsbron noemden dat er in Irak daadwerkelijk massavernietigingswapens waren gevonden. Bij personen die andere primaire nieuwsbronnen noemden lag dat rond de 20% voor diverse televisiekanalen en rond de 10% voor gedrukte nieuwsbronnen.

### FOX News en Nederland
Er is na de moord op Theo van Gogh een reportage over de zogenoemde Holland Daze (Hollandse wind) vertoond op de zender, waarin te zien was hoe het tolerante Nederland zich omvormde tot een land waar men het nut inziet van een rechtser en strenger beleid. De grote aandacht voor deze zaak vond men in Nederland opmerkelijk, gezien het feit dat de aanslag op Pim Fortuyn nauwelijks aandacht kreeg.
Ook ten tijde van de moord op Theo van Gogh kwam de conservatieve televisiecolumnist Cal Thomas met een column over het ineenstorten van de Nederlandse tolerantie. De columnist haalde het Nederlandse euthanasiebeleid aan en beschreef hoe in een Gronings ziekenhuis pasgeboren baby's werden vermoord omdat ze niet aan medische standaarden voldeden. De columnist zei hierop dat een land dat geen morele standaarden kent, zal uitmonden in een anarchistische maatschappij, en hij trok zelfs een parallel met het nazisme. De televisiecolumn die destijds ook op het NOS Journaal aandacht kreeg, riep veel reacties op. Eén Nederlandse reactie was dat het euthanasiebeleid het gevolg was van een democratische meerderheid. Cal Thomas reageerde hierop door te stellen dat pasgeborenen niet kunnen stemmen en dat dit een ridicule redenering was. Cal Thomas ontving in de maanden na zijn column nog bijzonder veel (voornamelijk Nederlandse) reacties. Hij interpreteerde in zijn daaropvolgende columns deze mensen als immoralisten.
O'Reilly viel in zijn column Talking Points Memo tevens de Hollandse tolerantie aan, doordat hij melding maakte van de zwangere vrouw in Big Brother en het programma van BNN waarin twee programmamakers ervaren hoe het is om verslaafd te zijn aan drugs. O'Reilly noemde Nederland een moreel verwerpelijk land, dat ten onder zal gaan aan zijn tolerantie. Hierbij betrok hij ook de mislukte integratie van allochtonen en de voorspelling dat Amsterdam in 2025 meer buitenlanders dan autochtonen zal huisvesten.
In 2005 heeft John Gibson in een column verklaard dat het Nederlandse rechtssysteem niet deugt. Hij zei dat in de zaak-Natalee Holloway de hoofdverdachte Joran van der Sloot in het Amerikaanse rechtssysteem geen vrij man zou zijn. Echter bewijzen tegen Joran van der Sloot waren er op dat moment vrijwel niet, en de beweringen waren onderbouwd op slechts enkele hersenspinsels.

#### FOX News en Aruba
Gedurende de vermissing van Natalee Holloway kwam Aruba, de plek waar de vermissing zich afspeelde, voortdurend negatief in het nieuws bij de zender. Het programma On The Record with Greta Van Susteren deed elke werkdag vanuit Aruba verslag van de verdwijning. Zowel Bill O'Reilly als John Gibson, beide columnisten in hun eigen televisieprogramma, spraken over de 'slappe' justitie op het eiland en van de Nederlandse autoriteiten en riepen om een ware boycot van het eiland op toeristisch gebied. Greta Van Susteren riep ook op om massaal aan de boycot gehoor te geven. Buiten de presentatoren van FNC kwam de Amerikaanse 'televisiedokter' Phil McGraw (beter bekend als Dr. Phil) ook tot deze conclusie.

### FOX News en België
Aan België heeft tot nog toe FOX News geen opvallende aandacht besteed. Tijdens de Irakoorlog werd België echter wel in een kwaad daglicht gesteld omdat de regering geen steun verleende aan de Amerikaanse regering. Ook plaatste FOX News België samen met Frankrijk en Duitsland in het rijtje van uitgesproken tegenstanders van de Irakoorlog.

## Ontvangstmogelijkheden

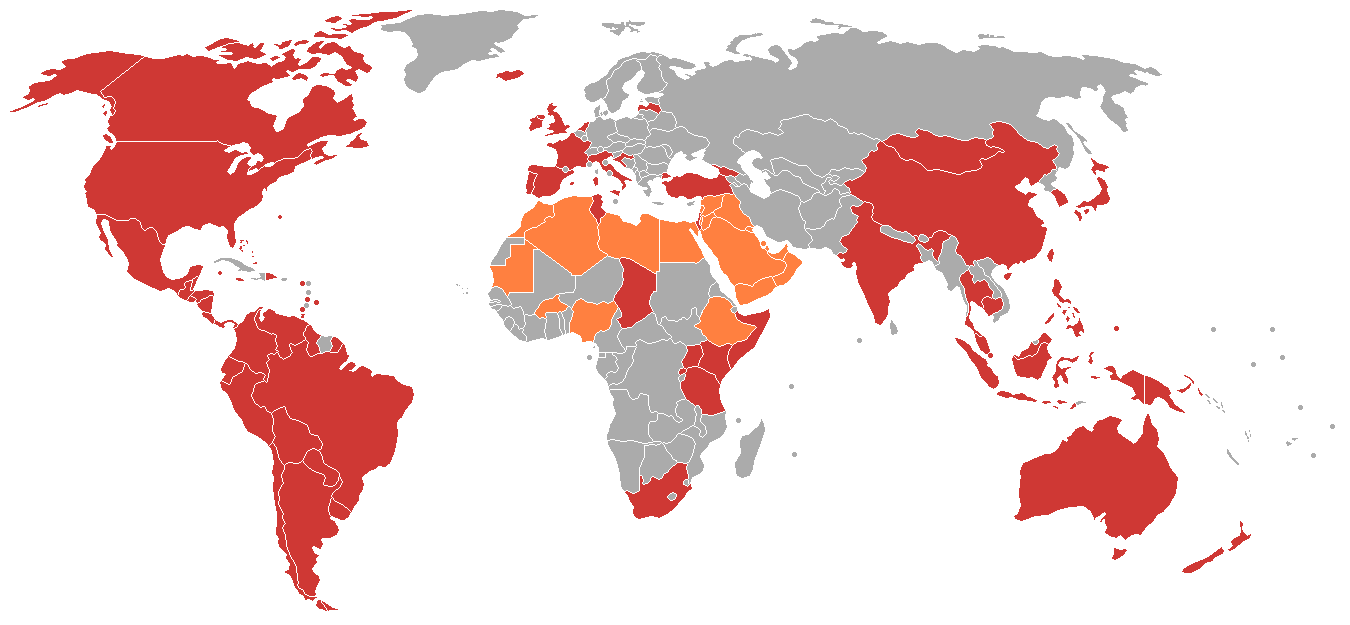
Landen waar Fox News Channel te ontvangen is.

### Noord-Amerika
In de Verenigde Staten en Canada is FOX News via elk kabelbedrijf, en ook via satellietbedrijven zoals DIRECTV, te ontvangen in een standaardpakket. Er zou eerst sprake van zijn dat er ook in Canada een FOX News zou komen. Het netwerk zou dan FOX News Canada zijn geworden. Dit is echter in een later stadium niet doorgegaan, omdat de Canadese overheid voor problemen zorgde in de procedure. Daarop klaagde FOX News het Canadese overheidsstation Canadian Broadcasting Corporation aan. FOX claimde dat de CBC, die gedeeltelijk in handen van de Canadese overheid is, bang was haar monopolie kwijt te raken.

### Nederland
In Nederland is FOX News te ontvangen in een pluspakket van kabelmaatschappij Caiway die alleen in een beperkt aantal gemeentes actief is. Fox News was in het verleden via UPC, Casema en CanalDigitaal (satelliet) te ontvangen. Sinds november 2020 is het mogelijk om een abonnement te nemen op FOX News International om FOX News Channel en FOX Business live te bekijken via Android- of Apple-apparaten. Ook is het mogelijk om programma's hiermee terug te bekijken.

### Vlaanderen
In Vlaanderen is FOX News niet te ontvangen via Telenet, Orange of Proximus.

### Internet
Fragmenten van Fox News-programma's zijn online te bekijken. Ook is er voor Amerikaanse tv-abonnees een permanente livestream, genaamd Fox News Go.

## Programmering en verslaggevers
FOX News zendt 24 uur per dag nieuws uit. De zender beschikt over een programmering die vergelijkbaar is met die van CNN en MSNBC.

### Programmering
- 04.00 - 06.00 Fox & Friends First (nieuwsprogramma met opinie)
- 06.00 - 09.00 Fox & Friends (opinieprogramma met nieuwsheadlines)
- 09.00 - 11.00 America’s Newsroom with Bill Hemmer & Dana Perino (nieuwsprogramma met opinie)
- 11.00 - 12.00 The Faulkner Focus (opinieprogramma)
- 12.00 - 13.00 Outnumbered (opinieprogramma)
- 13.00 - 15.00 America Reports with John Roberts & Sandra Smith (nieuwsprogramma met opinie)
- 15.00 - 16.00 The Story with Martha MacCallum (opinieprogramma)
- 16.00 - 17.00 Your World With Neil Cavuto (opinieprogramma met focus op financieel nieuws)
- 17.00 - 18.00 The Five (discussieprogramma)
- 18.00 - 19.00 Special Report w/ Bret Baier (nieuwsprogramma vanuit Washington)
- 19.00 - 20.00 FOX News Primetime (opinieprogramma)
- 20.00 - 21.00 Tucker Carlson Tonight (opinieprogramma)
- 21.00 - 22.00 Hannity (opinieprogramma)
- 22.00 - 23.00 The Ingraham Angle (opinieprogramma)

De weekendprogrammering wijkt af. Hier worden programma's uitgezonden als America's News HQ, Justice With Judge Jeanine en Fox News Sunday with Chris Wallace.

### Niet meer uitgezonden programma's
- Shepard Smith Reporting - nieuwsprogramma
- The Big Story - Grote zaken die het hedendaagse nieuws beheersen
- The O'Reilly Factor - Primetime show met Bill O'Reilly, waarin O'Reilly mensen interviewt en misverstanden onderzoekt en een televisiecolumn geeft
- America Live - Nieuwsprogramma
- Red Eye w/ Greg Gutfeld - Opinieprogramma in de nacht
- Hannity & Colmes - Debatprogramma waarin de conservatieve Sean Hannity en de linkse Alan Colmes de actualiteiten behandelen
- War Stories with Oliver North - Programma over Amerikaanse oorlogssuccessen in onder andere de Tweede Wereldoorlog
- Inside Edition - Documentaire
- The LIVE Desk - Nieuwsprogramma
- FOX News Live - Nieuwsprogramma

### Presentatoren
In deze lijst worden zowel huidige als voormalige presentatoren vermeld.
| - Alicia Acuna - Dari Alexander - Jim Angle - David Asman - Fred Barnes - Bret Baier - Glenn Beck - Lisa Bernhard - Eric Burns - Brenda Buttner - Carl Cameron - Neil Cavuto - Kiran Chetry - Alan Colmes | - Ann Coulter - Janice Dean - Laurie Dhue - Steve Doocy - Donna Fiducia - Rick Folbaum - David Folk Thomas - Trace Gallagher - John Gibson - Wendell Goler - Rebecca Gomez - Jennifer Griffin - Sean Hannity | - Molly Henneberg - E.D. Hill - Juliette Huddy - Brit Hume - Carol Iovanna - Greg Jarrett - Mike Jerrick - John Kasich - Terry Keenan - Greg Kelly - Megyn Kelly - Megyn Kendall - Brian Kilmeade | - Mort Kondracke - Rick Leventhal - Buzz Lopez - Bill McCuddy - Dagen McDowell - Andrew Napolitano - Heather Nauert - Rick Reichmeuth - Bill O'Reilly - Uma Pemmeraju - Geraldo Rivera - Eric Shawn - Jane Skinner | - Shepard Smith - Tony Snow - Greta Van Susteren - Cal Thomas - Stuart Varney - Linda Vester - Anita Vogel - Chris Wallace - Lis Wiehl - Juan Williams - Brian Wilson - Dr. Georgia Witkin - Kelly Wright |

## FOX News Radio
FOX News is op de radio te volgen via verschillende zendgemachtigden in heel de Verenigde Staten. Er zijn verschillende programma's, waarvan de presentatoren vaak hetzelfde zijn als op tv. Voorbeelden hiervan zijn de Radio Factor met Bill O'Reilly (uitgezonden tot 2017), The Alan Colmes Show (uitgezonden tot 2017), The John Gibson Show en Kilmeade and Friends dat gepresenteerd wordt door de Fox News-commentator Brian Kilmeade. Het radiostation is via de korte golf (AM) en ook op de, in de VS veel gebruikte, digitale satellietradio te ontvangen. Fox News Radio is ook gekend als Fox News Talk en is 24/7 te ontvangen via internet.